# Blaesoxipha kyrton
Blaesoxipha kyrton är en tvåvingeart som beskrevs av Thomas Pape 1994. Blaesoxipha kyrton ingår i släktet Blaesoxipha och familjen köttflugor.
Artens utbredningsområde är Oregon. Inga underarter finns listade i Catalogue of Life.